# Palača Rucellai
Palača Rucellai je renesansna palača, harmonički razigrane rustikalne fasade u ulici Via della Vigna Nuova 18 u Firenci. Danas je palača, ponovno vlasništvo obitelji Rucellai, a tijekom 1990-ih je u njoj bio smješten Muzej fotografija braće Alinari.

## Povijest Palače Rucellai
Palaču je projektirao Leon Battista Alberti, a izgradio je od 1447. do 1451. Bernardo Rossellino za bogatog firentinskog trgovca Giovannija Ruccellaja. Alberti je ideju za izgradnju zgrade, dobio na osnovu studija rimskih spomenika. On je bio prvi koji je pilastrima podijelio po vertikali fasadu neke firentinske kuće, oni su oblikovali granicu za velike prozorske bifore na gornjim katovima.

## Izgled palače
Palača Rucellai je građevina na tri kata s unutarnjim dvorištem, uklopljena između ostalih građevina slične veličine. Alberti je tom palačom po prvi put u potpunosti izrazio duh humanizma 15. stoljeća na području stambene arhitekture. On se vješto okoristio strukturalnim elementima Antičkog Rima; lukovima, pilastrima i vijencima. Prizemlje je oblikovao pomalo u duhu obrambenog zamka obloživši ga krupnijom rustikom te je tako pojačao dojam čvrstoće i solidnosti objekta. 
Kapiteli pilastra oblikovani su u sva tri klasična reda; dorskom, jonskom i korintskom, stvarajući na taj način efekt koji podsjeća na rimski Koloseum.

## Pogledajte i ove stranice
- Palazzo Pitti
- Palazzo Medici Riccardi

## Vanjske vpoveznice
- (engl.) History of the Palazzo Rucellai na portalu Institute at Palazzo Rucellai  Arhivirana inačica izvorne stranice od 1. listopada 2012. (Wayback Machine)
- (tal.) Albèrti, Leon Battista na portalu Treccani